# Dolichopeza (Afrodolichopeza) marlieri
Dolichopeza (Afrodolichopeza) marlieri is een tweevleugelige uit de familie langpootmuggen (Tipulidae). De soort komt voor in het Afrotropisch gebied.